# Хайруллин, Газинур Гарифзянович
Газинур Гарифзянович Хайру́ллин (род. 10 сентября 1961 года, Старое Дрожжаное) — российский лётчик. Герой Российской Федерации (1996). Второй пилот самолёта Ил-76, принудительно посаженного на аэродром вблизи города Кандагар в Афганистане. Спустя год, в августе 1996 года экипаж самолёта совершил побег из плена.

## Биография
Родился 10 сентября 1961 года в селе Старое Дрожжаное Дрожжановского района Татарской АССР.
После окончания Балашовского высшего военного авиационного училища лётчиков в 1983 году проходил службу в 339-м ордена Суворова III степени военно-транспортном авиационном полку 3-й гвардейской Смоленской орденов Суворова II степени и Кутузова II степени военно-транспортной авиационной дивизии военно-транспортной авиации в городе Витебск Белорусской ССР помощником командира корабля Ил-76 (1983—1987), назначен на должность командира корабля в 175 военно-транспортный авиационный полк (7-я военно-транспортная авиационная дивизия), город Мелитополь Запорожской области Украинской ССР (по 1992), майор запаса.
С 1994 по 2008 год работал в авиакомпаниях гражданской авиации Российской Федерации вторым пилотом и командиром воздушного судна. C 2008 по 2009 год работал генеральным директором ОАО «Авиакомпания Татарстан».
3 августа 1995 года самолёт Ил-76, принадлежащий компании «Аэростан» (Казань), был принудительно посажен на аэродром вблизи города Кандагар в Афганистане. Командиром воздушного судна был Владимир Шарпатов. Хайруллин Газинур был вторым пилотом. Экипаж самолёта попал в плен. Спустя год, в августе 1996 года экипаж самолёта смог совершить побег из плена.
Указом Президента Российской Федерации от 22 августа 1996 года № 1225 Хайруллину Газинуру Гарифзяновичу присвоено звание Героя Российской Федерации.

## Награды
- звание «Герой Российской Федерации» — за героизм, мужество и стойкость, проявленные при освобождении из вынужденного пребывания на территории Афганистана (Указ президента РФ № 1225 от 22 августа 1996 года, медаль № 335);
- юбилейная медаль «100 лет гражданской авиации России» (2023 год);
- юбилейная медаль «70 лет Вооружённых Сил СССР» (1988 год);
- медаль «За безупречную службу» II и III степени;
- медаль «За доблестный труд» (Татарстан, 10 сентября 2011 года)[4];
- почётная грамота Республики Татарстан[5];
- занесение в «Книгу почёта Казани» (2007 год)[6].

## В искусстве
В фильме «Кандагар» роль Хайруллина сыграл Владимир Машков (в фильме второго пилота звали Сергеем).